# Edo Japan
Edo Japan, souvent connu simplement sous le nom de Edo, est une chaîne canadienne de restauration rapide spécialisée dans la cuisine japonaise de style Teppan. Fondée en 1979 par le révérend Susumu Ikuta, un ministre bouddhiste japonais, Edo Japan a été nommée d'après le l'ancien nom de Tokyo. La société est basée à Calgary, en Alberta, et le premier restaurant a ouvert ses portes au Southcentre Mall.

## Histoire
Né en 1926 à Kyoto, au Japon, le révérend Susumu Ikuta s'est installé au Canada avec sa famille en 1937, pendant la Seconde Guerre mondiale. Après avoir terminé ses études secondaires, le révérend Ikuta a fait des allers-retours entre le Canada et le Japon jusqu'en 1958, année où il a obtenu une maîtrise en études bouddhistes de l'Université Ryukoku et est revenu au Canada pour la dernière fois afin de devenir ministre bouddhiste Jodo Shinshu pour les Églises bouddhistes du Canada.
En 1979, le révérend Ikuta a ouvert le premier restaurant Edo Japan afin d'établir et de soutenir le temple bouddhiste de Calgary,, et a commencé à franchiser l'entreprise en 1986. En 1998, le révérend Ikuta devient le premier évêque des Églises bouddhistes du Canada élevé au Canada et a décidé qu'il était temps que quelqu'un d'autre gère les affaires d'Edo Japan.

## Expansion et croissance
Sous la direction du révérend Ikuta, l'entreprise s'est développée pour atteindre 102 aires de restauration dans des centres commerciaux de banlieue au Canada, aux États-Unis et en Australie, avec un chiffre d'affaires annuel d'environ 10 millions de dollars. En 1999, l'ancien président de Moxie's, Tom Donaldson, devient président-directeur général d'Edo Japan avec une petite participation au capital avant d'acheter l'entreprise en 2006. Au cours des dix années suivantes, Donaldson s'est attaché à revitaliser la marque en réduisant le nombre d'établissements pour n'opérer qu'au Canada, ce qui a permis à l'entreprise d'atteindre un chiffre d'affaires annuel de 60 millions de dollars en 2011. Sous la direction de Donaldson, l'entreprise s'est étendue au-delà des aires de restauration des centres commerciaux en ouvrant son premier établissement autonome en 2002, et en 2011, 36 autres établissements ayant pignon sur rue ont été ouverts. En 2015, la chaîne comptait 109 établissements en Colombie-Britannique, en Alberta, en Saskatchewan, en Ontario et au Québec, avec des ventes annuelles de 92 millions de dollars.
En 2016, David Minnett, ancien président de Kelsey's (2006-2009) et de Swiss Chalet et Harvey's (2009-2013), a pris le rôle de président et chef de la direction et a continué à développer l'entreprise en Ontario et au Manitoba, avec plus de 140 restaurants à travers le Canada à partir de 2020. 